# Camisia orthogonia
Camisia orthogonia är en kvalsterart som beskrevs av Olszanowski, Szywilewska och Norton 200. Camisia orthogonia ingår i släktet Camisia och familjen Camisiidae. Inga underarter finns listade.